# Моноаминооксидазен инхибитор
Моноаминооксидазен инхибитор (МАО инхибитор, МАОИ) е вещество, потискащо действието на моноаминооксидазените ензими, отговорни за разграждането на тирамини в човешкото тяло.
Инхибират ензима моноамин оксидаза, като предотвратяват разграждането на моноаминните медиатори в ЦНС, а именно допамин, серотонин, норадреналин, адреналин, т.е. са антидепресанти в общия смисъл.
При употреба на лекарства, съдържащи МАО инхибитори, трябва да се спазва диета бедна на тирамини две седмици преди и две седмици след употребата им, в противен случай възможните последици са остро главоболие, гадене, разстройство, високо кръвно, кървене, тремори, потене, ускорено дишане, пристъпи на паника, дори смърт (при комбинации с медикаменти, стимуланти, наркотици). Храните, които са богати на тирамин и съответно трябва да се избягват са:
- Всички храни, богати на протеини (месо, риба, мляко, яйца). При залежаване, неправилно съхранение, или разваляне започва процес на разграждане на протеините, който води до формирането на амини и/или тирамини:

1. Алкохол (особено опасни са червеното вино, бирата, вермут)
2. Банани или кори от банани
3. Сирене, кашкавал
4. Екстракти от дрожди и продукти от ферментирали соеви зърна
5. Симпатикомиметични средства като ефедрин, псевдоефедрин и фенилпропаноламин (съдържащи се в много от лекарствата за лечение на кашлица и настинка)
6. Черен дроб
7. Продукти, съдържащи мая
8. Извара
9. Риба пушена, сушена, маринована (херинга)
10. Женшен
11. Протеинови екстракти
12. Дроб или старо месо
13. Наденици, салам
14. Кисело зеле
15. Продукти от скариди
16. Готови супи
17. Екстракти от мая
18. Презрели или развалени плодове
19. Хайвер
20. Сушено месо
21. Продукти, съдържащи натриев глутамат

- Храни, които трябва да се употребяват с по-голямо внимание (организмът може да се справи с малки или пресни количества, но не с повече или престояли такива):

1. Авокадо
2. Кофеин
3. Шоколад
4. Млечни продукти (сметана, кисело, прясно мляко, ако са близко да срока на годност, залежали или заразени)
5. Ядки в големи количества
6. Соев сос
7. Спанак

- Други, които вероятно трябва да се избягват:

1. Кола
2. Кафе
3. Чипс с оцет
4. Аншоа
5. Цвекло, чукундур
6. Сладка царевица
7. Краставици
8. Варени яйца
9. Смокини в буркан
10. Риба в консерва
11. Подсладена извара
12. Гъби
13. Пресен ананас
14. Стафиди
15. Поливки за салати
16. Охлюви
17. Доматен сок
18. Дивеч, който е оставен частично да се разгради като част от приготовлението

Храна трябва да се купува от надеждни източници и да е прясна. Залежали, стари храни увеличават риска от хипертензивна криза.